# 简文会墓
简文会墓（前称简文会状元墓），位于中国广东省广州市白云区太和镇白云山乡岭，为广州市的一个市、县级文物保护单位，类型为古墓葬，公布时间为1993年8月。
简文会墓的历史年代为南汉。